# 洛特·M·莫里尔
洛特·迈里克·莫里尔（Lot Myrick Morrill，1813年5月13日—1883年1月10日），美国政治家，美国共和党人，曾任缅因州州长（1858年-1861年）和美国财政部长（1876年-1877年）。
| 前任： 本杰明·布里斯托 | 美国财政部长 1876年 - 1877年 | 繼任： 约翰·舍曼           |
| 前任： 约瑟夫·H·威廉斯 | 缅因州州长 1858年 - 1861年   | 繼任： 小伊斯雷尔·沃什伯恩 |